# Герой Донецької Народної Республіки
Герой Донецької Народної Республіки (герой ДНР) (рос. Герой Донецкой Народной Республики) — найвища нагорода самопроголошеної Донецької Народної Республіки (ДНР), що утворене на території Донецької області України.

## Історія
Звання «Герой Донецької Народної Республіки» та пов'язана з ним Медаль «Золота зірка Героя» згідно з заявою заступника міністра оборони ДНР С.Н.Петровського, засновані 3 жовтня 2014 року. Є найвищою нагородою ДНР та виготовляється із золота.
Звання Героя надається Головою Донецької Народної Республіки або, у виняткових випадках, Президією Ради Міністрів. «Герою Донецької Народної Республіки» вручаються відзнака — медаль «Золота Зірка» та Грамота про присвоєння звання Героя. Звання «Герой Донецької Народної Республіки» присвоюється «за заслуги перед Республікою та народом, пов'язані зі здійсненням героїчного подвигу, виявлені при виконанні бойових та спеціальних завдань командування та винятковий внесок у справу обороноздатності Республіки».

## Опис
Медаль «Золота зірка Героя» є п'ятипроменевою зіркою із золота (21,5 грам). На гладкій поверхні зворотної сторони є напис «Герой ДНР», вище — номер медалі. За допомогою позолочених вушка та кільця медаль з'єднується із позолоченою металевою колодкою. Колодка медалі — прямокутна металева пластина з рамками у верхній та нижній частинах у тканині кольорами (чорний, синій та червоний) прапора Донецької Народної Республіки.

## Нагороджені

### Список осіб
Станом на 23 лютого 2023 року було зроблено не менше ніж 94 нагородження. Серед нагороджених дві жінки: перша, і довгий час єдина Катерина Панфілова та нагороджена у серпні 2022 посмертно Ольга Качура.

### Населені пункти
1. місто Донецьк — 22 серпня 2017[4][5].